# Anakapalle
Anakapalle es una ciudad y  municipio situada en el distrito de Visakhapatnam en el estado de Andhra Pradesh (India). Su población es de 86519 habitantes (2011). Se encuentra a 35 km de Visakhapatnam y a 540 km de Hyderabad.

## Demografía
Según el censo de 2011 la población de Anakapalle era de 86519 habitantes, de los cuales 43100 eran hombres y 43424 eran mujeres. Anakapalle tiene una tasa media de alfabetización del 81,05%, superior a la media estatal del 67,02%: la alfabetización masculina es del 88,05%, y la alfabetización femenina del 74,15%.